# Epiplema distincta
Epiplema distincta är en fjärilsart som beskrevs av Walker 1861. Epiplema distincta ingår i släktet Epiplema och familjen Uraniidae. Inga underarter finns listade i Catalogue of Life.